# Лиепиньш, Дайнис
Дайнис Лиепиньш (латыш. Dainis Liepiņš; 13 августа 1962, СССР — 27 ноября 2020) — советский трековый велогонщик. Четырёхкратный чемпион мира среди юниоров, семикратный чемпион Советского Союза и 27-кратный чемпион Латвии.

## Биография
Велоспортом начал заниматься в 12 лет у тренера Арвида Богданова. После первых успехов был включён в юношескую сборную СССР. Принимал участие в том числе и в шоссейных гонках.
Окончил Государственный институт физического образования, после служил в советской армии.
После спортивной карьеры боролся с алкоголизмом. Был уголовно судим за незаконную продажу оружия. После публикации в журнале Sports о судьбе спортсмена и сбора подписей, был помилован президентом Гунтисом Улманисом.

## Достижения

### Трек
1979
 Чемпион мира среди юниоров в командной гонке преследования (с Гайдисом Лиепиньшем, Владимиром Балуком и Юрием Петровым).
1980
 Чемпион мира среди юниоров в индивидуальной гонке преследования.
 Чемпион мира среди юниоров в командной гонке преследования (с Андрисом Лочмелисем, Мартинсом Ралейом и Сергеем Агуповым).
1981
 2-й на Чемпионате мира в индивидуальной гонке преследования среди любителей.
2-й на Чемпионате СССР в командной гонке преследования (с Виталием Петраковым).
3-й на Чемпионате СССР в индивидуальной гонке преследования.
1983
 3-й на Чемпионате мира в индивидуальной гонке преследования среди любителей.
3-й на Чемпионате СССР в командной гонке преследования.

### Шоссе
1982
3-й на Туре Турции.
1983
Тур Нижней Саксонии
- 1-й в генеральной классификации.
- 3-й на 4-м этапе.